# Liên đoàn bóng đá Amazonas
Liên đoàn bóng đá Amazonas (tiếng Bồ Đào Nha: Federação Amazonense de Futebol), được thành lập ngày 26 tháng 9 năm 1967 và là một tổ chức quản lý tất cả các giải đấu bóng đá chính thức tại bang Amazonas, Brasil, trong đó bao gồm Campeonato Amazonense và các giải hạng dưới.